# Serra del Maigmó
La serra o massís del Maigmó és un conjunt muntanyós presidit pel cim del Maigmó (1.296 metres) que li dóna nom a la unitat geogràfica que abasta les comarques de l'Alacantí, l'Alcoià i el Vinalopó Mitjà, al País Valencià. Altres cims destacats són el Despenyador (1.260 m), l'Alt del Guisop (1.249 m) el Carrascalet (1.243 m), el Maigmonet (1.182 m) i l'Alt de la Xumenera (1.133 m). Tots ells tenen vessants abruptes, sobretot cap al sud.
El massís està format per alineacions més modestes com la serra del Carrascalet, la del Flare, la de Castalla, la del Cavall o la del Ventós. El conjunt d’aquestes serres té una extensió aproximada de 75 km2, està escassament poblat i pertany administrativament als termes municipals de Castalla, Tibi, Agost i Petrer.
La serra del Maigmó representa una important fita natural pels nombrosos hàbitats i espècies de fauna i flora propis de la muntanya mediterrània. Valors que li han valgut la consideració per part de la Generalitat Valenciana de Paisatge Protegit des de 2007, juntament amb les serres del Sit, l'Argüenya, Castalla, Flare i Cavall; amb una extensió de 15.842 hectàrees. La serra també està inclosa en la xarxa Natura 2000 com a Lloc d'Importància Comunitari (LIC) en una àrea que engloba les serres de la Foia de Castalla i abasta 13.823 hectàrees.
Les ombries del Maigmó conserven una ampla superfície de boscos de pi i carrasques que conviuen amb un ric sotabosc de llentiscles i coscolles. A la solana, mirant a la mar, la vegetació s'adapta al clima semiàrid. Dues microreserves de flora (la de l'Alt de les Xemeneies i la del Coll d'Eixau) protegeixen diverses espècies endèmiques, rares o amenaçades en el seu medi natural.
Pel que fa al patrimoni cultural, destaquen el pou del Carrascalet o la Cava de les Planisses, dos pous de gel que són testimonis del passat aprofitament de l'abundant neu que s'acumulava durant l'hivern a aquestes serres.
L'entorn també ha estat explotat com a espai d'esbarjo, esport de muntanya i turisme amb infraestructures com el refugi forestal de la Melonera (al vessant nord), el paratge del Xorret de Catí entre la serra del Flare i el Maigmó, o el mirador del Balcó d'Alacant, als peus del cim del Maigmó. També hi ha fins a 14 senders de petit recorregut homologats i el GR7 que creua la serra, així com més de 20 zones d'escalada.